# 寡刺秀体蚤
寡刺秀体溞（学名：Diaphanosoma paucispinosum）为仙达溞科秀体溞属的动物。分布于日本、印度尼西亚、台湾岛以及中国大陆的广东、江苏、湖北、四川等地，属于暖水种。其常栖息于湖泊沿岸和池塘内。